# Campo Grande (Rio Grande do Norte)
Campo Grande is een gemeente in de Braziliaanse deelstaat Rio Grande do Norte. De gemeente telt 9.203 inwoners (schatting 2009).